# Paul-José M'Poku
Paul-José M'Poku Ebunge (Kinsasa, 14 de abril de 1992) es un futbolista congoleño que juega como centrocampista y su equipo es el F. C. UTA Arad de la Liga I.
Su hermano Albert Sambi Lokonga también es futbolista.

## Selección nacional
Ha sido internacional con la selección de República Democrática del Congo en 22 ocasiones anotando 6 goles. Anteriormente lo ha sido con las selecciones sub-21, sub-19, sub-18, sub-17, sub-16 y sub-15 de Bélgica en 61 ocasiones anotando 19 goles.

## Clubes
| Club                         | País                   | Año       |
| ---------------------------- | ---------------------- | --------- |
| Tottenham Hotspur F. C.      | Inglaterra             | 2010-2011 |
| Leyton Orient F. C. (cedido) | Inglaterra             | 2010-2011 |
| Standard de Lieja            | Bélgica                | 2011-2015 |
| Cagliari Calcio (cedido)     | Italia                 | 2015      |
| A. C. ChievoVerona           | Italia                 | 2015-2017 |
| Panathinaikos F. C. (cedido) | Grecia                 | 2016-2017 |
| Standard de Lieja            | Bélgica                | 2017-2020 |
| Al-Wahda                     | Emiratos Árabes Unidos | 2020-2021 |
| Konyaspor                    | Turquía                | 2021-2022 |
| Incheon United F. C.         | Corea del Sur          | 2023-2024 |
| F. C. UTA Arad               | Rumania                | 2025-     |

## Palmarés

### Campeonatos nacionales
| Título          | Club              | País    | Año  |
| --------------- | ----------------- | ------- | ---- |
| Copa de Bélgica | Standard de Lieja | Bélgica | 2018 |